# Machajrodony
Machajrodony – wymarła podrodzina kotowatych, żyjąca w drugiej połowie trzeciorzędu i plejstocenu. Charakterystyczne dla tych zwierząt są duże, szablasto zakończone górne kły, stąd też ich inna używana nazwa – "tygrysy szablastozębne". W uzębieniu występuje również zanik dolnych kłów i redukcja trzonowców, poza tym charakterystyczny jest duży kąt rozwarcia żuchwy. Najpowszechniej znanym rodzajem jest smilodon.
Tradycyjnie w tej podrodzinie zwierząt wyróżniano następujące plemiona:
- Metailurini
- Homotheriini
- Smilodontini

Analiza filogenetyczna przeprowadzona przez Christiansena (2013) nie potwierdziła jednak podziału Machairodontinae na te trzy grupy. Z analizy tej wynika, że rodzaje Megantereon, Smilodon (tradycyjnie zaliczane do Smilodontini), Amphimachairodus, Homotherium i Xenosmilus (tradycyjnie zaliczane do Homotheriini) są szczególnie blisko spokrewnione i tworzą klad Eumachairodontia; inne machajrodony – Promegantereon (tradycyjnie zaliczany do Smilodontini), Machairodus, Nimravides (Homotheriini), Dinofelis i Metailurus (Metailurini) są bazalnymi przedstawicielami podrodziny i nie tworzą kladu.

## Uzębienie
Machajrodony dzieli się na dwa typy: sztyletozębne i szablastozębne. Sztyletozębne miały długie, wąskie górne kły i na ogół krępą budowę. Szablastozębne miały grubsze i krótsze górne kły i z reguły giętkie ciało z dłuższymi kończynami. Wyjątkiem był Xenosmilus, który posiadał zarówno masywne kończyny niczym u sztyletozębnych, jak i grube kły niczym u szablastozębnych. U machajrodonów odpowiednia budowa stawu szczękowego umożliwiała rozwarcie żuchwy aż do pozycji prawie pionowej.

## Pokrewieństwo z innymi kotami
Nazwa "tygrysy szablastozębne" może wprowadzać w błąd. Machajrodony nie należały do tej samej podrodziny co tygrysy, nie ma dowodów, by były podobnie umaszczone, i na pewno nie żyły i nie polowały w ten sam sposób, co współczesne tygrysy. Analizy DNA przedstawione w 2005 roku potwierdziły i wyjaśniły pochodzenie tych zwierząt, dowodząc, że machajrodony oddzieliły się od przodków współczesnych kotów wcześniej i nie są blisko spokrewnione z żyjącymi obecnie gatunkami kotowatych.

## Środowisko życia
Powszechnie uważa się, że "koty szablastozębne" żyły tylko na zimnych obszarach epoki lodowcowej. Choć na pewno żyły w śnieżnych warunkach epoki lodowcowej, to również zmagały się z cieplejszym klimatem miocenu, ulegając dywergencji do warunków stepowych. Wymarły w ostatnim okresie, ok. 10 000 lat temu.

## Techniki polowania
Metody polowań machajrodonów wciąż nie są jednoznacznie ustalone. Pierwotnie sądzono, że wykorzystywały pchnięcie kłami (opadając z szeroko otwartą szczęką, wbijały kły i zaczepiały się o ciało zwierzęcia). Jednak obecnie uważa się to za mało prawdopodobne, z powodu kruchości zbyt długiego uzębienia, zwłaszcza przy zmaganiach z dużą zwierzyną. Niektórzy naukowcy sugerują, że koty atakowały brzuch dużych zwierząt i czekały aż się wykrwawią, chociaż ryzyko i tak było dość wysokie. Podczas ataku zaciskały szczęki na tchawicy a wbijane kły przecinały tętnice i żyły. Polowały głównie na takie zwierzęta jak mastodonty.